# アンドリス・トレイマニス
アンドリス・トレイマニス(Andris Treimanis、1985年3月16日 - ）は、ラトビアのサッカー審判員。2011年から国際サッカー連盟 (FIFA) に国際審判員として登録されている。

## 来歴
ソビエト連邦時代のラトビア・ソビエト社会主義共和国クルディーガ出身。高校卒業後にリガのラトビア大学で法学を学び、卒業後はラトビアの国営テレビ局であるラトビアン・テレビジョンで弁護士として働いている。
13歳で審判としてのキャリアを始め、17歳でラトビア2部リーグの1.リーガの審判を務め、20歳で1部リーグのヴィルスリーガ担当に昇格。25歳の時にFIFA国際審判員リストに登録された。 数多くの試合を担当しているほか、国内カップ戦のラトビヤス・カウスの決勝を6回担当している。
国際試合の初担当は2011年7月に行われたU-21フェロー諸島代表対U-21北アイルランド代表の試合。2012年2月にはスペイン対ベネズエラの国際親善試合でフル代表の試合を初担当。ヨーロッパのクラブサッカーではUEFAチャンピオンズリーグ (UCL) の予選ラウンドやUEFAヨーロッパリーグ (UEL) のグループステージを担当した後、2018年10月にUCLグループステージのオリンピック・リヨン対シャフタール・ドネツクの試合を担当、UCLグループステージのピッチに立った初のラトビア人となった。
また、ギリシャで開催されたUEFA U-19欧州選手権2015やブラジルで開催された2019 FIFA U-17ワールドカップも担当。U-17ワールドカップでは決勝のブラジル対メキシコも担当した。
そのほか、サウジアラビアのプロフェッショナルリーグ及び国王杯、リトアニアのAリーガ、ギリシャ・スーパーリーグ、北アイルランドのNIFLプレミアシップ等も担当している。